# Cybernetics Wars ZERO 〜願いを宿す機械の子〜
『Cybernetics Wars ZERO 〜願いを宿す機械の子〜』（サイバネティクス ウォーズ ゼロ ねがいをやどすきかいのこ）は、2017年8月30日に発売された、ゲーム『アイドルマスターSideM』のドラマCD。発売元はLantis。

## 概要
ソーシャルゲーム「アイドルマスターSideM」のドラマCD。
「アイドル達がこれまで出演した作品の続編制作とCD化の企画が持ち上がっている」という設定で、2016年8月24日から8月31日にかけてゲーム内で行われた、『パッション爆裂! 315CD大作戦!!』によるユーザー投票で続編を制作するゲーム内イベントと役柄（主役とライバル役）が決定された。2016年1月に開催されたイベント「Cybernetics Wars ～機械仕掛けの反逆者～」の続編（内容は前日譚）となっている。
収録内容はボイスドラマとドラマの主題歌1曲となっている。
初収録の曲は太字で表記する。

## 収録曲
1. 宣伝隊長、就任！
2. テレビ出演 ～ありのままの自分～
3. サイバネティクステーション ～仲間の存在～
4. プロモーション最終日 ～僕たちの最高傑作～
5. Genesis Contact
歌：冬美旬（永塚拓馬）、天ヶ瀬冬馬（寺島拓篤）、都築圭（土岐隼一）、東雲荘一郎（天﨑滉平）、華村翔真（バレッタ裕）
作詞：真崎エリカ、作曲・編曲：河田貴央